# Cauchari Olaroz
El proyecto del salar Cauchari Olaroz es un proyecto minero de litio ubicado en el departamento Susques, en la provincia de Jujuy. Se encuentra dentro del llamado Triángulo del Litio, una región geológica de puna compartida por Argentina, Bolivia y Chile (por las iniciales de los nombres de los países, a veces es llamado "Triángulo ABC"), donde están concentradas más del 75% de las reservas mundiales de litio. El proyecto tiene como fecha de inicio de la producción los últimos meses de 2022.
El mayor de los depósitos es el Salar de Uyuni, en Bolivia y el de mayor explotación actual es el Salar de Atacama, en Chile. En Argentina, el emprendimiento de más importancia económica actual es el Salar del Hombre Muerto, en el límite entre las provincias de Catamarca y Salta. Se considera que las reservas el depósito Cauchari Olaroz son ampliamente superiores.

## Geología y mineralización
El área de Cauchari Olaroz está dentro de la puna, una meseta de origen precámbrico con sedimentación paleozoica y mesozoica, que luego fue fracturada y elevada por el plegamiento andino. Se trata de una cuenca cerrada en la cual se ha formado el depósito como producto de la evaporación.

## Explotación
La superficie de explotación abarca 83 104 ha ubicadas en una región de similares características morfológicas de aproximadamente 180 000 ha, con lo cual se incrementa su potencial. La vida útil estimada de explotación es de 40 años, con una producción de 40 000 toneladas anuales de carbonato de litio y 80 000 toneladas anuales de potasio.
Tradicionalmente, la extracción de litio se realizaba mediante bombeo de salmueras y su concentración por evaporación solar.
En el caso de Cauchari Olaroz, se puso en marcha una planta piloto con una metodología de tipo químico para la producción de cátodos de litio. Según se informa, esta nueva tecnología permite reducir drásticamente los tiempos de producción. Un volumen de salmueras con presencia de litio, potasio y otros elementos no metálicos, cuya concentración mediante el método de evaporación solar hubiera demandado entre 12 y 18 meses, puede procesarse en alrededor de 8 horas mediante el método físico-químico.
Al no requerir evaporación solar, esta nueva metodología presenta otras ventajas accesorias: “un menor capital de inversión, una recuperación mayor del 80% para producir carbonato de litio con una pureza del 99,99%, mientras la recuperación por evaporación solar es de aproximadamente 50% y de ser más amigable ambientalmente ... funciona con diferentes composiciones de salmueras”
El 22 de diciembre de 2014 se puso en marcha la planta piloto de explotación con la metodología química de extracción. El 22 de enero de 2015 se informó acerca de las primeras 6 toneladas de compuesto de litio producidas en calidad de ensayo.
Hacia finales de agosto de 2015 se dio por finalizada la etapa de prueba y a partir de los buenos resultados obtenidos se decidió la construcción de la planta definitiva, que se esperaba entrara en régimen operativo hacia finales de 2016, previendo que para el año 2017 ya esté en condiciones de producir 20.000 toneladas anuales. La iniciación de la etapa de producción comercial efectiva está proyectada para los últimos meses de 2022.
El método químico de concentración permite también aplicarse a la explotación de potasio, que todavía se encuentra en etapa de prueba.

## Área protegida
La reserva Olaroz-Cauchari fue creada en el año 1981 mediante Ley Provincial 003820/81, con el objeto de preservar la conservación y el hábitat de la vicuña (Vicugna vicugna), la  chinchilla real (Chinchilla lanigera), la chinchilla indiana (Chinchilla chinchilla) la chinchilla de cola corta (Chinchilla brevicaudata), el suri cordillerano (Rhea pennata) y el ñandú de la puna (Pterocnemia pennata tarapacensis), algunas de ellas amenazadas o en peligro. El proyecto de explotación de litio se encuentra dentro del área de 180 000 ha de la reserva.